# ناتالیا سوخوروکووا
ناتالیا سوخوروکووا (انگلیسی: Nataliya Sukhorukova؛ زادهٔ ۱۸ اکتبر ۱۹۷۵) بازیکن فوتبال اهل اوکراین است.
از باشگاه‌هایی که در آن بازی کرده‌است می‌توان به اشاره کرد.
وی همچنین در تیم ملی فوتبال زنان اوکراین بازی کرده‌است.